# Takhtajania
Takhtajania es un género monotípico de fanerógamas perteneciente a la familia Winteraceae. Comprende una sola especie: Takhtajania perrieri (Capuron) Baranova & J.-F.Leroy que es originaria del Hemisferio Sur.

## Descripción
Takhtajania perrieri es nativa de las tierras altas de Madagascar, donde se encuentra en un área pequeña de los bosques subhúmedos de Madagascar. Es un árbol pequeño o arbusto de hoja perenne, con las hojas de color verde brillante con forma de lanza y las flores de color rosado rojizo.
Takhtajania carece de células tubulares para la conducción del agua, llamados xilemas, que permiten a las plantas resistir la sequía. Esta puede ser una característica derivada de los hábitats muy húmedos, donde el taxón ha vivido durante millones de años.

## Taxonomía
Takhtajania perrieri fue descrita por  (Capuron) Baranova & J.-F.Leroy y publicado en Adansonia: recueil périodique d'observations botanique, n.s. 17(4): 388, en el año 1978.
El primer espécimen conocido de la planta fue recogido en 1909 en el macizo de Manongarivo del centro de Madagascar, a una altitud de 1700 metros. En 1963, el botánico francés René Paul Raymond Capuron al examinar muestras de plantas no identificadas, las identificó como una nueva especie, a la que llamó Bubbia perrieri, después el botánico francés Eugène Henri Perrier de la Bâthie, la clasificó en el género australiano Bubbia. En 1978,los botánicos  Baranova & J.-F.Leroy, reclasificaron la planta en su propio género, Takhtajania, nombrado en honor del botánico ruso Armén Tajtadzhián. En 1994 fue recogida una muestra de la planta en la Reserva Anjahanaribe-Sud a 150 km del lugar en el que se recogió la muestra de 1909, que George E.Schatz identificó en mayo de 1997 como Takhtajania. Una expedición posterior descubrió una gran arboleda de la especie en el lugar donde se tomó la segunda muestra. 
Sinonimia
- Bubbia perrieri Capuron basónimo[3]